# SKN St. Pölten Basketball
| SKN St. Pölten Basketball | SKN St. Pölten Basketball             |
| ------------------------- | ------------------------------------- |
|                           |                                       |
| Vereinsdaten              |                                       |
| Website:                  | www.skn-basketball.at                 |
| Gründungsjahr:            | 2007                                  |
| Spielstätte:              | Landessportzentrum St. Pölten         |
| Dressenfarben:            | Heimspiele: gelb Auswärtsspiele: blau |

SKN St. Pölten Basketball ist ein Basketballverein aus St. Pölten in Niederösterreich. Der Verein wurde 1955 als UKJ St. Pölten gegründet. Zwischen 1993 und 1999 gewann der Verein als UKJ SÜBA Basketball St. Pölten sechs österreichische Meistertitel sowie drei Titel im österreichischen Cup. Herausragender Spieler in dieser Ära war Neno Ašćerić. In der Saison 2006/07 spielte die Mannschaft unter dem Namen Basketball St. Pölten.
Nachdem der Verein 2007 in Konkurs gegangen war, wurde er als UBC St. Pölten neu gegründet. Der Bundesliga-Platz ging an den neu gegründeten Verein über. Die Mannschaft spielte in der Saison 2007/08 als einziger Vertreter der Basketball-Bundesliga ausschließlich mit österreichischen Spielern. Schon im ersten Jahr konnte sich das „Team Austria“ für die erste Hauptrunde qualifizieren und schließlich den achten Platz erreichen.
Nach einigen durchwachsenen Saisonen gelang es dem Vorstand des UBC St. Pölten einen neuen Hauptsponsor zu finden. Im Zuge dessen wurde der Verein auch umbenannt. Ab dem 25. Mai 2012 hieß der Verein Chin Min Dragons. Mit der Umbenennung wurde eine neue Ära im St. Pöltner Basketball eingeläutet. Langzeittrainer und Meistermacher Hubert Schreiner beendete nach 30 Jahren seine erfolgreiche Trainerkarriere und sein Assistent Uros Vukadinovic wurde neuer Cheftrainer. Bereits im November 2013 übernahm der Finne Jussi Immonen nach einem verpatzten Saisonauftakt das Amt von Vukadinovic. 2014 stieg die Mannschaft in die 2. Bundesliga ab. Im Spieljahr 2015/16 errang man den Meistertitel in der zweithöchsten Spielklasse, ein Wiederaufstieg kam aber aus wirtschaftlichen Gründen nicht in Frage. Meistertrainer Jurica Smiljanic verließ den Verein anschließend aus persönlichen Gründen, Nachfolger wurde Armin Göttlicher. Im Sommer 2017 kam es zwischen dem Verein und Göttlicher wegen unterschiedlicher Auffassungen zur Trennung, nachdem man zuvor Vizemeister der zweiten Liga geworden war. Nachfolger Göttlichers wurde Andreas Worenz.
Ab dem Spieljahr 2016/2017 trat die Mannschaft wieder unter dem Namen UBC St. Pölten an. In der Saison 2018/19 wurde man Zweitligavizemeister. Die Mannschaft kehrte in die Bundesliga zurück und tat dies mit einem neuen Namen (SKN), nachdem man sich im Mai 2019 mit dem Fußballverein spusu SKN St. Pölten auf eine Zusammenarbeit geeinigt hatte. Wirtschaftlich bestand aber weiterhin Eigenständigkeit.
Ab der Saison 2023/24 ging der Verein zusätzlich mit einem neu gegründeten Damenteam in der Basketball Damen Superliga an den Start. Bereits in ihrer ersten Saison gelang den SKN Damen der Gewinn des Doubles. Im Cup Finale war man gegen die BK Duchess Klosterneuburg erfolgreich und in der Meisterschaft konnte man sich im Final Playoff gegen UBI Graz mit 3:0 durchsetzen.

## Erfolge der Männer
- Österreichischer Meister: 1993, 1995, 1996, 1997, 1998, 1999
- Cup-Sieger: 1994, 1996, 1998[13]

## Erfolge der Frauen
- 2024: Österreichischer Meister
- 2024: Cup-Sieger